# Сентер-Пойнт (Луїзіана)
Сентер-Пойнт (англ. Center Point) — переписна місцевість (CDP) в США, в окрузі Авуаель штату Луїзіана. Населення — 520 осіб (2020).

## Географія
Сентер-Пойнт розташований за координатами 31°15′9″ пн. ш. 92°12′36″ зх. д. / 31.25250° пн. ш. 92.21000° зх. д. (31.252383, -92.209942).  За даними Бюро перепису населення США в 2010 році переписна місцевість мала площу 12,24 км², уся площа — суходіл.

## Демографія
Згідно з переписом 2010 року, у переписній місцевості мешкали 492 особи в 157 домогосподарствах у складі 124 родин. Густота населення становила 40 осіб/км².  Було 175 помешкань (14/км²).
Расовий склад населення:
| - 96,7 % — білих - 2,2 % — чорних або афроамериканців - 1,0 % — азіатів |

До двох чи більше рас належало 0,0 %. Частка іспаномовних становила 0,6 % від усіх жителів.
За віковим діапазоном населення розподілялося таким чином: 24,4 % — особи молодші 18 років, 53,9 % — особи у віці 18—64 років, 21,7 % — особи у віці 65 років та старші. Медіана віку мешканця становила 40,8 року. На 100 осіб жіночої статі у переписній місцевості припадало 86,4 чоловіків;  на 100 жінок у віці від 18 років та старших — 81,5 чоловіків також старших 18 років.
Середній дохід на одне домашнє господарство  становив 30 596 доларів США (медіана — 30 625), а середній дохід на одну сім'ю — 31 105 доларів (медіана — 28 000). За межею бідності перебувало 38,0 % осіб, у тому числі 63,6 % дітей у віці до 18 років та 14,8 % осіб у віці 65 років та старших.
Цивільне працевлаштоване населення становило 78 осіб. Основні галузі зайнятості: науковці, спеціалісти, менеджери — 25,6 %, мистецтво, розваги та відпочинок — 20,5 %, будівництво — 12,8 %, освіта, охорона здоров'я та соціальна допомога — 11,5 %.